# Paramaribo (distrikt)
 For alternative betydninger, se Paramaribo. (Se også artikler, som begynder med Paramaribo)
Paramaribo er et distrikt i Surinam omfattende landets hovedstad Paramaribo og dens omkringliggende arealer.
Paramaribo-distriktet har en population på 213.840 mennesker og et areal på 183 km².
Området blev først koloniseret af briterne i 1600-tallet med konstruktionen af Fort Willoughby. Dette fort blev senere overtaget af hollændere og omdøbt til Fort Zeelandia. Området og byen, Paramaribo, skiftede mellem at være under hollandsk og britisk kontrol, indtil en traktat ved enden af den anden britisk-hollandske krig 1664-67 afstod hele Surinam til hollænderne.

## Ressorter
Paramaribo er inddelt i 14 ressorter (ressorten):
- Beekhuizen
- Blauwgrond
- Centrum
- Flora
- Latour
- Livorno
- Munder
- Pontbuiten
- Rainville
- Tammenga
- Wegnaarzee
- Welgelegen
- Zorg en Hoop
- Maretraite

5°49′25″N 55°10′11″V / 5.8236111111111°N 55.169722222222°V